# Koizumi Dzsunicsiró
Koizumi Dzsunicsiró (小泉 純一郎; Hepburn: Koizumi Jun'ichirō; Jokoszuka, 1942. január 8. –) japán politikus, Japán miniszterelnöke és a Liberális Demokrata Párt (LDP) elnöke 2001 és 2006 között. A politikától 2009-ben visszavonult Koizumi máig Japán hatodik – a második világháború óta negyedik – leghosszabb ideig hivatalban lévő miniszterelnöke. Megválasztásakor az addigi legnépszerűbb Japán miniszterelnök volt, kezdeti népszerűségét utódai azóta sem tudták felülmúlni.
Koizumi politikus családba született. Iskoláit Japánban és az Egyesült Királyságban végezte. Miniszterelnöksége előtt több politikai tisztséget is betöltött, miniszter négyszer volt. 1972 és 2009 között Kanagava prefektúra 11. kerületének képviselője volt a Japán országgyűlés alsóházában. Koizumit 2001-es megválasztásakor független gondolkodású vezetőnek tartották, kormányzása idején neoliberális gazdasági reformokat vezetett be, Japán államadósságának csökkentésére és a posta privatizációjára összpontosított.

## Pályafutásának kezdete
Koizumi politikai család sarja. Nagyapja Koizumi Matadzsiró parlamenti képviselő és a két világháború között telekommunikációs miniszter volt, aki a posta és telekommunikációs hivatalok privatizációját támogatta. Édesapja Koizumi Dzsunja szintén parlamenti képviselő és a Japán Védelmi Ügynökség ügyvezető igazgatója volt.
A középiskolát Jokoszukában végezte, amelyet édesapja képviselt a parlamentben. A középiskola elvégzése után a London School of Economics-re járt, tanulmányait 1969-ben apja halálakor félbehagyta, Japánba visszatérve az azévi választásokon sikertelenül indult az édesapja után megüresedett alsóházi mandátumért a Liberális Demokrata Párt színeiben. 1970–1972 között Fukuda Takeo pénzügyminiszter, későbbi miniszterelnök titkára volt, majd az 1972. évi parlamenti választásokon megválasztották Kanagava prefektúra 11. kerülete képviselőjének. Az LDP és a parlamentben Fukuda frakciójának tagja lett és az maradt azután is, hogy Fukuda halála után más politikus vették át a frakció vezetését.

## Koizumi, a Képviselőház tagja
Koizumi első fontos posztját 1979-ben kapta meg, mikor az akkori pénzügyminiszter kinevezte helyettesének. Takesita Noboru kormányában (1988-ban) egészségügyi és népjóléti miniszter lett. Miniszteri címet 1992-ben kapott újra (Mijazava kormányában postaügyi és telekommunikációs tárca vezetőjeként). 1996 és 1998 között az Uno- és Hasimoto-kormányokban egészségügyi és népjóléti miniszter volt.
1994-ben, mikor az LDP ellenzéki párt volt, Jamaszaki Taku, Koizumi és Kato Kóicsi (a média JKK-nak nevezte őket neveik kezdőbetűi alapján) az LDP-ben új frakciót alapítottak Sinszeiki néven. 1995 szeptemberében és 1999 júliusában jelölt volt pártja elnöki tisztségére, de először Hasimoto Rjútaro, majd Obucsi Keizó győzte le őt. Miután 2000-ben Jamaszaki és Kato részt vettek Mori Josiró, az akkori miniszterelnök ellen irányuló bizalmatlansági szavazás elindításába (ami végül sikertelen lett), és ki kellett lépniük a pártból, Koizumi maradt az egyetlen jelentős tagja a Sinszeikinek.

## A miniszterelnöki poszton
2001. április 24-én Koizumit megválasztották az LDP elnökévé az esélyesebbnek tartott Hasimoto Rjútaró korábbi miniszterelnökkel szemben, két nappal később pedig a parlament miniszterelnökké választotta. A hagyománnyal szakítva kormánytagjait nem a pártfrakciók szerint választotta ki: míg a Hasimoto vezette legnagyobb frakciónak két, a Mori Josiró, szintén korábbi miniszterelnök irányította második legnagyobbnak (amelyhez ő maga is tartozott) három posztot adott. Kabinetjében öt nő és három nem politikus is helyet kapott. Népszerűsége 2001 júniusában 85%-on állt.

### Belpolitikája
Koizumi programjában szerepelt a közmunkára fordított kiadások csökkentése, az állami kölcsönfelvétel korlátozása, az autópálya-kezelő felosztása kisebb vállalatokra, a helyi önkormányzatok jogkörének kiszélesítése, ám a legfontosabb helyen a posta privatizálása állt. A japán posta a postai szolgáltatások nyújtása mellett egyben a világ legnagyobb bankja is volt, betét- és biztosítási állománya elérte a 320 billió jent (2,8 billió dollár).
A hivatalba lépése utáni egy évben Koizumi népszerűsége 40 százalékpontot esett. Reformterveit főként nem az ellenzék, hanem saját pártja, azon belül pedig a legnagyobb Hasimoto-platform torpedózta meg; a gazdaság helyzete romlott. 2002 januárjában lecserélte közkedvelt külügyminiszterét, Tanaka Makikót, ami további népszerűségvesztéshez vezetett. 2001/2002-ben a kormány több antideflációs csomagot fogadott el, amelyek azonban nem váltották be a hozzájuk fűzött reményeket.
2002 szeptember 30-án Koizumi átalakította a kormányát. A gazdasági politikaért felelős Takenaka Heizó miniszter kapta meg a pénzügyi portfóliót is. Takenaka radikális reformterveit heves támadások érték, négy ellenzéki párt bizalmatlansági indítványt is benyújtott ellene (sikertelenül). 2002 végére, 2003 elejére azonban előrelépés történt a bankreformmal, amely a bankokat volt hivatott segíteni megszabadulni bedőlt hiteleiktől, és részben ennek, részben pedig a nemzeti bank újonnan meghirdetett expanzív monetáris politikájának köszönhetően (2003 februárjában Koizumi Fukui Tosihikót jelölte ki a jegybank új elnökének) a gazdaság fellendült, az értékpapírpiac újjáéledt. Míg a bankok bedőlt hiteleinek összértéke 2002 márciusában elérte a GDP 8%-át, Koizumi hivatali idejének végére 2% alá esett.
A posta privatizálásának első lépéseként 2003. április 2-án a vállalatot részvénytársasággá alakították (132 éves történelmében ez volt az első jelentősebb reform). Szeptember 20-án Koizumit újraválasztották az LDP élén, a november 9-i parlamenti választásokon pedig, bár az ellenzék jelentősen megerősödött, Koizumi és pártja megtartotta többségét.
2004-ben a japán gazdaság helyzete tovább javult, ennek ellenére a nyári felsőházi választásokon az ellenzék jelentősen megerősödött. Szeptemberben ismét átalakította kormányát, Takenaka Heizót kinevezte a postareformért felelős tárca nélküli miniszternek.
2005. július 5-én a parlament alsóháza 233–228 arányban megszavazta Koizumi postareformját, bár több párttársa is ellene voksolt. A javaslat alapján a postát 2007-ben négyfelé osztották volna fel, a banki és biztosítói ágát pedig 2017-ig adták volna el. A felsőház azonban augusztus 8-án leszavazta a törvényjavaslatot. Koizumi másnap bejelentette, hogy feloszlatja a parlamentet és szeptember 11-ére választásokat ír ki, amely mintegy népszavazás is lenne a reformról. A választásokon Koizumi pártja és annak koalíciós partnerei elsöprő győzelmet arattak, az alsóházban kétharmados többséget szereztek. Október 14-én a felsőház végül elfogadta a postareformot, a privatizációt pedig 2007. október 1-jén végrehajtották.

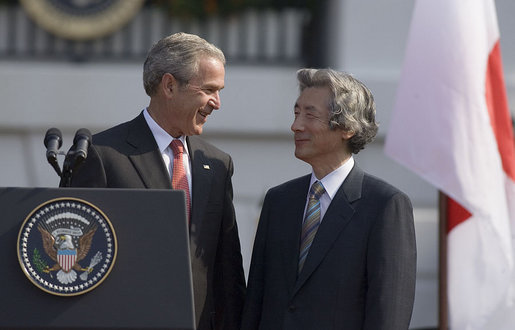
Koizumi és Bush

### Külpolitikája
Elődeihez hasonlóan Koizumi külpolitikája is az Amerikai Egyesült Államokkal és az ENSZ-szel való szoros együttműködésen alapult. Az Egyesült Államok iránti elkötelezettsége jeléül japán csapatokat küldött Irakba az úgynevezett 'terrorizmus elleni harc' jegyében. A közel-keleti bevetésük során a Japán Önvédelmi Haderő a második világháború óta először harcoltak külföldön, fegyveres konfliktusban. Számos japán újságíró a kedvező japán-amerikai kapcsolatokat Koizumi és George W. Bush amerikai elnök személyes barátságának számlájára írta.
Az észak-koreai emberrablások és az ország atomprogramjának ügyében keményebb álláspontot képviselt mint elődei.

## Kormányai
| Minisztérium                         | Első (2001. április 26.) | Első átalakított (2002. szeptember 30.) | Második (2003. november 19.) | Második átalakított (2004. szeptember 22.) | Harmadik (2005. október 31.) |
| ------------------------------------ | ------------------------ | --------------------------------------- | ---------------------------- | ------------------------------------------ | ---------------------------- |
| Főtitkár                             | Fukuda Jaszuo            | Fukuda Jaszuo                           | Fukuda Jaszuo                | Hoszoda Hirojuki                           | Abe Sinzó                    |
| Belügy                               | Katajama Toranoszuke     | Katajama Toranoszuke                    | Aszó Taró                    | Aszó Taró                                  | Takenaka Heizó               |
| Igazság                              | Morijama Majumi          | Morijama Majumi                         | Nozava Daizó                 | Nohno Csieko                               | Szugiura Szeiken             |
| Külügy                               | Tanaka Makiko            | Kavagucsi Joriko                        | Kavagucsi Joriko             | Macsimura Nobutaka                         | Aszó Taró                    |
| Pénzügy                              | Siokava Maszadzsúró      | Siokava Maszadzsúró                     | Tanigaki Szadakazu           | Tanigaki Szadakazu                         | Tanigaki Szadakazu           |
| Oktatásügy                           | Tojama Acukó             | Tojama Acukó                            | Kavamura Takeo               | Nakajama Nariaki                           | Koszaka Kendzsi              |
| Egészségügy                          | Szakagucsi Csikara       | Szakagucsi Csikara                      | Szakagucsi Csikara           | Ocudzsi Hidehisza                          | Kavaszaki Dzsiró             |
| Földművelésügy                       | Takebe Cutomu            | Osima Tadamori                          | Kamei Josijuki               | Simamura Josinobu                          | Nagakava Soicsi              |
| Gazdaság                             | Hiranuma Takeo           | Hiranuma Takeo                          | Nagagava Soicsi              | Nagagava Soicsi                            | Nikai Tosihiró               |
| Földügy                              | Ogi Csikage              | Ogi Csikage                             | Isihara Nobuteru             | Kitagava Kazuó                             | Kitagava Kazuó               |
| Környezetvédelem                     | Oki Hirosi               | Szuzuki Sunicsi                         | Koike Juriko                 | Koike Juriko                               | Koike Juriko                 |
| Közbiztonság                         | Murai Dzsin              | Tanigaki Szadakazu                      | Ono Kijoko                   | Murata Jositaka                            | Kucukake Tecuó               |
| Katasztrófamegelőzés                 | Murai Dzsin              | Konoike Jositada                        | Inoue Kiicsi                 | Murata Jositaka                            | Kucukake Tecuó               |
| Védelem                              | Nakatani Gen             | Isiba Sigeru                            | Isiba Sigeru                 | Ono Josinori                               | Nukaga Fukusiró              |
| Gazdasági politika                   | Takenaka Heizó           | Takenaka Heizó                          | Takenaka Heizó               | Takenaka Heizó                             | Joszano Kaoru                |
| Pénzügyi politika                    | Janagiszava Hakuo        | Takenaka Heizó                          | Takenaka Heizó               | Itó Tacuja                                 | Joszano Kaoru                |
| Közigazgatási és szabályozási reform | Isihara Nobuteru         | Isihara Nobuteru                        | Kaneko Kazujosi              | Murakami Seiicsiró                         | Macuda Ivaó                  |
| Technológia                          | Omi Kódzsi               | Hoszoda Hirojuki                        | Motegi Tosimicu              | Tanahasi Jaszufumi                         | Macuda Ivaó                  |
| Ifjúság                              |                          |                                         |                              |                                            | Inogucsi Kunikó              |